# Edo Marion
Edvard »Edo« Marion, slovenski sabljač, * 12. april 1910, Ljubljana, † 1. december 2002, Boston, ZDA.
Marion je za Kraljevino Jugoslavijo nastopil na Poletnih olimpijskih igrah 1936 v Berlinu, kjer je posamično in ekipno tekmoval v disciplini floret ter ekipno tudi s sabljo.